# Liste der Monuments historiques in Bérig-Vintrange
Die Liste der Monuments historiques in Bérig-Vintrange führt die Monuments historiques in der französischen Gemeinde Bérig-Vintrange auf.

## Liste der Bauwerke
| Bezeichnung | Beschreibung | Standort                                     | Kennzeichnung | Schutzstatus | Datum | Bild           |
| ----------- | ------------ | -------------------------------------------- | ------------- | ------------ | ----- | -------------- |
| Beinhaus    | 1742 erbaut  | Vintrange, an der Südseite der Kirche (Lage) | PA00106733    | Inscrit      | 1987  | weitere Bilder |

## Liste der Objekte
| Bezeichnung                | Beschreibung                                                                | Standort                                     | Kennzeichnung | Schutzstatus | Datum | Bild |
| -------------------------- | --------------------------------------------------------------------------- | -------------------------------------------- | ------------- | ------------ | ----- | ---- |
| Orgel                      | Ensemble aus PM57000712 und PM57000713                                      | Vintrange, in der Kirche St-Hippolyte (Lage) | PM57000711    | Classé       | 1998  |      |
| Orgelprospekt              | 1778 von Verschneider-Krempf gebaut                                         | Vintrange, in der Kirche St-Hippolyte (Lage) | PM57000713    | Classé       | 1998  |      |
| Instrumentalteil der Orgel | 1778 von Verschneider-Krempf gebaut                                         | Vintrange, in der Kirche St-Hippolyte (Lage) | PM57000712    | Classé       | 1998  |      |
| Pietà                      | Holz, farbig gefasst, 15. Jahrhundert; im Pfarrhaus in Vallerange deponiert | Vintrange, in der Kirche St-Hippolyte (Lage) | PM57000761    | Inscrit      | 1985  |      |